# Hiponimie și hiperonimie
În lingvistică, perechea de termeni hiponimie – hiperonimie denumește unul din tipurile de relații semantice, adică referitoare la sens, care pot exista între cuvinte. Decurge din faptul că clasa denotatelor unui cuvânt numit hiperonim include denotatele altor cuvinte numite hiponimele primului. De exemplu, în privința sensurilor lor, cuvântul trandafir este în relație de hiponimie cu cuvântul floare, iar floare este în relație de hiperonimie cu trandafir.
Hiperonimul și hiponimele sale alcătuiesc împreună un tip de câmp lexico-semantic numit de unii autori „câmp generic”.
Termenul „hiponim” este folosit într-o interpretare mai restrânsă și mai puțin obișnuită pentru orice derivat al unui cuvânt bază, ex. floricică față de floare.

## Natura cuvintelor care intră în relația de hiponimie/hiperonimie
Într-o asemenea relație sunt cuvintele care au denotate, în primul rând substantive, ex. floare (hiperonim) – lalea, trandafir, crin (hiponime). Poate fi vorba și de adjective, care de altfel pot fi substantivate, precum roșu (hiperonim) – vișiniu, bordo (hiponime), precum și de verbe: a omorî (hiperonim) – a otrăvi (hiponim).
În unele cazuri, hiperonimul este o parte de vorbire, iar hiponimele sale sunt alta, de exemplu (în limba engleză):
emotion „sentiment” (hiperonim substantiv) – happy „fericit”, sad „trist”, angry „furios” (hiponime adjective);
citric (hiperonim adjectiv) – orange „portocală”, lemon „lămâie” (hiponime substantive).
Între hiperonim și hiponime pot exista și alte diferențe. Astfel, en  fruit poate fi un substantiv numărabil sau nenumărabil, pe când hiponimele sale (an apple „un măr”, a pear „o pară” etc.) sunt numai numărabile.
Un hiperonim poate diferi de un hiponim al său și din punctul de vedere al valorii stilistice, ex. en  pooch „javră” (hiperonim depreciativ) – terrier (hiponim neutru).
Hiperonimele pot avea sensuri mai mult sau mai puțin vagi. De pildă lucru este foarte vag, putând avea hiponime de foarte multe feluri, ca mașină, scaun etc., pe când câine este mult mai puțin vag, hiponimele sale reducându-se la numele raselor de câini.

## Caracteristici ale hiponimiei/hiperonimiei
Legată de relația hiponimie/hiperonimie este noțiunea de includere, în două privințe. Pe de o parte, denotatul sau denotatele hiponimului este/sunt inclus(e) în clasa denotatelor hiperonimului. Pe de altă parte, sensul hiperonimului este inclus în sensul hiponimului. De pildă, propoziția Un automobil este un vehicul exprimă faptul că clasa automobilelor este inclusă în clasa vehiculelor, care mai cuprinde și alte tipuri de vehicule. În schimb, fizică, chimie, matematică, astronomie, biologie, medicină, geografie, istorie, filologie, filozofie etc. sunt toate hiponime care includ sensul hiperonimului lor, știință.
Hiponimul diferă de hiperonimul său prin cel puțin o trăsătură care îl face mai specific decât hiperonimul, sensul său fiind mai individualizat prin trăsături decât sensul hiperonimului. În schimb, trecerea de la hiponim la hiperonim, de exemplu de la măr la fruct, implică o generalizare în privința sensului, fiindcă clasa denotatelor unui hiperonim este totdeauna mai mare decât cea a unui hiponim al său.
Relația de hiponimie/hiperonimie este paradigmatică, adică hiponimul și hiperonimul său se pot înlocui unul pe altul în aceeași sintagmă sau propoziție dacă sunt aceeași parte de vorbire, dar nu în orice situație. De exemplu, A cumpărat trandafiri se poate înlocui cu A cumpărat flori, însă numai dacă vorbitorul nu consideră necesar să precizeze despre ce fel de flori este vorba.
Relația de hiponimie/hiperonimie este ierarhică, adică hiperonimul este supraordonat hiponimelor sale. La rândul său, un hiponim poate fi hiperonim, adică supraordonat față de alte cuvinte.
Relația de hiponimie/hiperonimie este și tranzitivă. Pe baza ei se pot stabili silogisme clasice, cu condiția ca termenii implicați să fie definiți după același criteriu. De exemplu:
Premisă majoră: Terrierul este un câine.
Premisă minoră: Câinele este un animal.
Concluzie: Terrierul este un animal.
Printr-un asemenea silogism se creează o ierarhie cu trei niveluri:
1. nivel supraordonat: animal
2. nivel de bază: câine
3. nivel subordonat: terrier

Prin urmare, un hiponim poate fi direct, iar altul indirect față de același hiperonim. Astfel, mai sus, la nivelul 2 se află un hiponim direct al cuvântului de la nivelul 1, iar la nivelul 3 se găsește un hiponim direct al cuvântului de la nivelul 2, și indirect al celui de la nivelul 1.
Cuvântul de la nivelul de bază este cel folosit în mod obișnuit ca hiperonim, adică omul nu are în gând în primul rând, de exemplu, că terrierul este un animal, ci că este un câine. Termenul animal este prea vag, referindu-se la denotate prea diverse în privința caracteristicilor. Un asemenea termen peste nivelul de bază tinde să aibă un caracter prea științific pentru uzul curent ca hiperonim.
Relația de hiponimie/hiperonimie este de asemenea asimetrică. Un cuvânt poate avea mai multe hiponime, dar acestea au un singur hiperonim direct. De pildă, câine are ca hiponime pudel, terrier, spaniel, barzoi etc., dar fiecare din acestea are ca hiperonim direct numai câine.
Hiponimele subordonate direct unui hiperonim sunt cohiponime unul pentru altul. Între ele există o relație de incompatibilitate, pentru că diferă între ele prin cel puțin o trăsătură. Astfel, hiponimele lui floare, adică lalea, trandafir, crin etc. se exclud reciproc: dacă X este o lalea, nu mai poate fi și un trandafir etc.. Există și autohiponime, în cazurile când un același cuvânt este hiponimul lui însuși. Astfel, en  dog (hiperonim) are hiponimul bitch „cățea” și autohiponimul dog „câine (mascul)”.

## Hiponimia/hiperonimia în definiții
Definițiile formale, științifice se bazează în mare parte pe această relație. Formula lor poate fi X (hiponim) este un Y (hiperonim) + diferențe specifice față de hiperonim, ex. Pisica este un mamifer carnivor etc.. Hiperonimul este termenul definitor în definiție. Din cauza caracterului lor vag și a gradului ridicat de generalitate, hiperonime ca mașină, instrument, aparat, unealtă, persoană, animal etc. sunt termeni definitori pentru clase relativ mari de cuvinte.

## Diferențe între limbi în domeniul hiponimiei/hiperonimiei
Una dintre diferențe este că cohiponime care au aceleași denotate în limbi diferite, pot avea hiperonim într-o limbă și să nu aibă în alta. De pildă, în limba franceză, chaise „scaun”, tabouret „taburet”, fauteuil „fotoliu” etc. au ca hiperonim un singur cuvânt, siège. Acesta nu are corespondent lexicalizat în română, ci îi corespunde numai o perifrază, „obiect pentru a se așeza”. Uneori se simte nevoie să existe un hiperonim. Astfel, franceza nu a avut hiperonim pentru orange „portocală”, citron „lămâie”, mandarine „mandarină”, de aceea a împrumutat din italiană cuvântul agrume corespunzător lui „citric”.
Altă diferență constă în faptul că termenul de la nivelul de bază poate să nu fie de aceeași natură în cazul acelorași denotate. De pildă, în limba engleză, în ierarhia
1. animal
2. cow „vacă”
3. cow „vacă” – ox „bou”,

la nivelul de bază (2) se află un cuvânt specific pentru sex, dar în limba chineză îi corespunde un cuvânt nespecific pentru sex, niú, la nivelul subordonat fiind și în engleză, și în chineză cuvintele specifice mǔ-niú „vacă” – gōng-niú „bou”.